# Old Billy

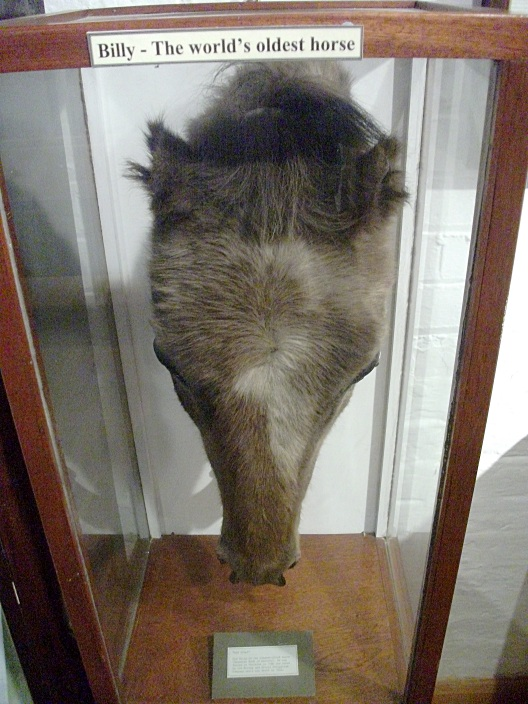
Głowa Old Billy`go na wystawie w muzeum w Bedford.

Old Billy (ur. 1760, zm. 27 listopada 1822) – koń znany z długowieczności.
Wiek 62 lata, który osiągnął Billy, to najdłuższy zarejestrowany okres życia konia domowego. Billy urodził się w angielskiej wiosce Woolston, w hrabstwie Lancashire. Służył jako koń pociągowy. Po jego śmierci opublikowana została litografia z 1820 roku przedstawiająca Billy'ego i Henry'ego Harrisona, który znał zwierzę przez 59 lat. Dwa lata później, 30 sierpnia 1824 roku, wypchana głowa konia trafiła do muzeum w Bedford w hrabstwie Bedfordshire.